# Etschgletscher
Der Etschgletscher, vor allem im italienischen Sprachgebrauch auch Rätischer Gletscher oder Rhätischer Gletscher genannt, war ein eiszeitlicher Gletscher in den Alpen, dessen Hauptstrom sich durch das Etschtal ergoss. Während der letzten Eiszeit, der Würm-Eiszeit, bildete der Etschgletscher mit einer Länge von ungefähr 350 Kilometern das größte Gletschersystem auf der Südseite der Alpen.
Der Ursprung des Etschgletschers konnte auf Grund typischer Gesteinstrümmer seiner Moränen in den östlichen Rätischen Alpen (daher der zweite Name) rekonstruiert werden. Mit dem Inngletscher war der Etschgletscher zeitweise am Reschenpass über eine Transfluenz verbunden. Im Vinschgau vereinigten sich weitere Gletscher aus den Seitentälern der Ötztaler Alpen und der Ortler-Alpen mit dem Etschgletscher. Die größten zufließenden Gletscher waren der Eisackgletscher und der aus dem Pustertal kommende Rienzgletscher. Der von diesen ausgeübte Druck führte zu einer Anhebung der Eismassen und bewirkte damit die gewaltige Mächtigkeit des Etschgletschers.
Die anhand von Gletscherschliffen und Moränenstreu rekonstruierte Mindesthöhe der Vergletscherung lag am Piz Lad nahe dem Reschenpass während des Höhepunkts der Vereisung vor etwa 20.000 Jahren bei etwa 2600 Metern, im Vinschgau bei 2400 Metern, bei Bozen noch immer bei 2000 Metern und bei Trient bei etwa 1800 Metern. Daraus kann eine Eisdicke von etwa 1500 Metern abgeleitet werden. Zwischen Dolomiten und Ortlergruppe ergab sich eine Eisfläche von 40 Kilometern Breite, ohne durch eine Felsinsel unterbrochen zu werden.
Oberhalb von Trient teilte sich der Gletscher:

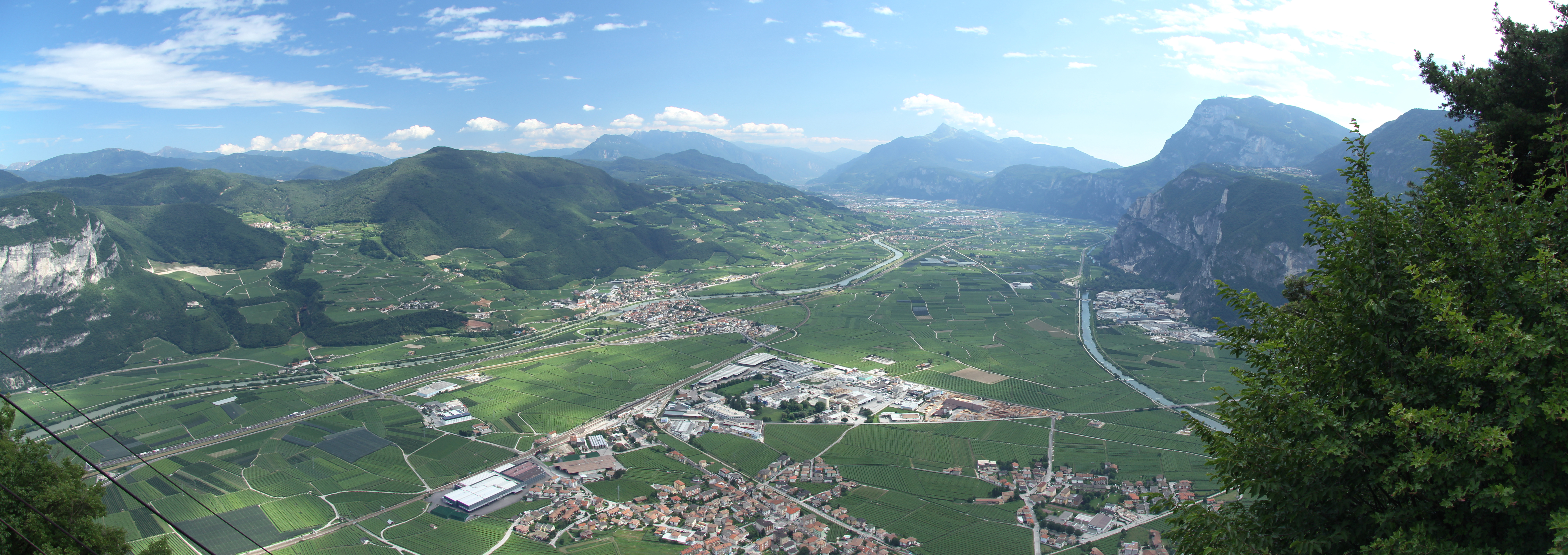
Das Etschtal nördlich von Trient mit den auffallend niedrigen Bergkuppen geradeaus bei Terlago unterhalb der Paganella

- Sein orographisch rechter (zum Gletscherhöchststand mächtigerer) Ast floss über einen niedrigen Sattel nach Terlago und erreichte über Vezzano das Sarca-Tal, wo er sich mit dem Sarca-Gletscher vereinigte, das Becken des heutigen Gardasees (einem bedeutenden Gletscherrandsee) ausschürfte[2] und bemerkenswerte Endmoränen aufschüttete (z. B. in Solferino, Custoza und Lonato del Garda). Da die Sarca relativ wenig Wasser und damit Sedimentfracht führt, konnte sie seit dem Ende der Würm-Eiszeit vor ca. 12.000 Jahren erst den relativ kleinen Bereich zwischen Arco und Riva verfüllen.
- Der linke Ast hingegen, der im Etschtal weiter nach Süden strömte, wurde wegen der dortigen Talenge zurückgestaut und erreichte selbst während der Gletscherhöchststände das Vorland südlich von Rivoli nicht.[3] Ein hier wohl kurzfristig bestehender Gletscherrandsee wurde von der stark mit Sedimentfracht beladenen Etsch schnell wieder verfüllt.

Die einzigen Eismassen im Gebiet des heutigen Südtirols, die nicht über den Etschgletscher abflossen, kamen aus den östlichen Dolomiten, dort flossen Teile des Eises zum Piave-Gletscher ab.